# Crash & Burn
Crash & Burn är en singel av Basshunter från hans album Calling Time från 2013.

## Låtlista
- Digital nedladdning (20 juni 2013)[1]

1. "Crash & Burn" – 3:09
2. "Crash & Burn" (Extended Mix) – 4:54
3. "Crash & Burn" (Josh Williams Remix) – 6:54
4. "Crash & Burn" (Basshunter Remix) – 3:29
5. "Crash & Burn" (Instrumental) – 3:09

- Digital nedladdning (22 juli 2013)[2]

1. "Crash & Burn" – 3:09

- Digital nedladdning (2 augusti 2013)[3]

1. "Crash & Burn" – 3:09
2. "Crash & Burn" (Extended Mix) – 4:54
3. "Crash & Burn" (Josh Williams Remix) – 6:54
4. "Crash & Burn" (Basshunter Remix) – 3:29

## Listplaceringar
| Lista (2013)                              | Högsta position |
| ----------------------------------------- | --------------- |
| Danmark (Hypechart)                       | 3               |
| Storbritannien (Commercial Pop Top 30)    | 30              |
| Ryssland (Top Hit Weekly St. Petersburg)  | 31              |
| Danmark (Dancechart)                      | 43              |
| Ryssland (Top Hit Weekly General)         | 45              |
| Ryssland (Top Hit Weekly Russia)          | 48              |
| Ryssland (Top Hit Weekly Audience Choice) | 49              |
| Ryssland (Top Hit Weekly Moscow)          | 51              |